# Islote de Sidi Abderrahman
El islote de Sidi Abderrahman (en francés: îlot de Sidi Abderrahman) es una roca a pocos metros de las afueras de la ciudad marroquí de Casablanca.  Allí se encuentra la tumba de un morabito (un santón musulmán), Sidi Abderrahman. El islote está habitado por unos pocos religiosos.

## Leyenda
La ocupación de esta isla sigue siendo un misterio. Se dice que Sidi Abderrahman, un hombre de Bagdad considerado santo por algunos musulmanes, vino en el siglo XIX y vivió en esta isla. Se habría retirado al lugar para escapar de un mundo demasiado 'cruel' para un hombre 'santo'. Así vivió en su isla, rezando día y noche. Su casa se convirtió desde entonces en un sitio para recibir a los peregrinos. Se dice que el santo andaba sobre el agua y hay mucha gente que acude a la isla para hacer rituales de magia.